# Bonita Mersiades
Bonita Mersiades ist eine australische PR-Managerin, Sportverbandsmitarbeiterin und Autorin. Bis zum 24. Januar 2010 war Mersiades Head of Corporate and Public Affairs von Football Australia und gehörte dem australischen Bewerbungsteam für die Fußball-Weltmeisterschaften 2018 und 2022 an.

## Fußballfunktionen
In den späten 1990er Jahren betreute Mersiades die  australische Fußballnationalmannschaft als Managerin. 2001 gehörte sie zum Kreis jener, die eine Rückkehr Frank Lowys als Fußballfunktionär betrieben.
Von 2007 bis zum 24. Januar 2010 arbeitete sie als Head of Corporate and Public Affairs für Football Australia.
Seither ist Mersiades eine FIFA-Whistleblowerin und hat ausgiebig über den Reformbedarf im Fußballweltverband geschrieben und gesprochen. Im November 2014 wurde sie als Whistleblowerin im Abschlussbericht des Garcia Reports identifiziert. Zudem war sie eine Protagonistin des Dokumentarfilms Dirty Games – Das Geschäft mit dem Sport von Benjamin Best aus dem Jahr 2016.
Zusammen mit dem britischen Abgeordneten Damian Collins und dem australisch-schweizerischen Geschäftsmann Jaimie Fuller war Mersiades Co-Gründerin der FIFA-kritischen Kampagne #NewFIFANow. Diese stellte sich im Januar 2015 im Europäischen Parlament in Brüssel vor, als Mersiades zusammen mit Harold Mayne-Nicholls und Lord David Triesman sprach.

## Public Relations
Zu Beginn der 2000er Jahre beteiligte sich Mersiades für die Regierung an der nationale Strategie für die Lebensmittelindustrie. Danach arbeitete sie als PR-Managerin für den Blutspendedienst des Australischen Roten Kreuzes. Zuvor arbeitete sie bereits für die Bundesverwaltung in Canberra und Brisbane.

## Medien
1998 verfasste Mersiades als Ghostwriterin die Biografie des australischen Fußballers Frank Farina. 2004 gab sie einen Band mit Geschichten von Frauen in der Lebensmittelindustrie heraus.
Mersiades trug zur Fußball-Fansite ozfootball.net bei und schrieb für Sports Business Insider, The Guardian, World Football Insider und andere Medien. Sie ist Herausgeberin von Football Today, einer australischen Fußballwebsite.
2018 veröffentlichte Mersiades das Buch "Whatever It Takes: The Inside Story of the FIFA Way", das detaillierte Einblicke in die Vergabe der Fußball-Weltmeisterschaften 2018 und 2022 an Russland und Katar gab und beschrieb, woran Australiens Bewerbung gescheitert ist.
2020 deckte sie auf ihrer Website Football Today auf, dass der frühere Politiker Robert Cavallucci als neuer Geschäftsführer von Football Queensland beinahe doppelt so viel verdient wie sein Vorgänger und dass Verbandspräsident Ben Richardson für das Auswahlverfahren 44.000 Dollar erhielt. Für den Artikel wurde Mersiades von den beiden Funktionären auf 800.000 Dollar verklagt.